# 王秩
王秩（1460年—1514年），字循伯，直隸蘇州府崑山縣（今江蘇昆山市）人，明朝政治人物。成化丁未進士，官至雲南右布政使。

## 生平
成化十六年（1480年）庚子科應天府鄉試第九名舉人。成化二十三年（1487年）中式丁未科會試第二百十五名，三甲第一百五十五名進士。初授永康縣知縣，入為南京兵部主事。歷南京刑部署员外郎，十八年六月升廣東佥事，正德四年（1509年）七月升廣東右參議，五年九月升江西副使。正德六年十二月（1512年初）陞江西按察使。九年正月擢雲南右布政使，二月以父老，乞告歸養，至家暴病卒。

## 家族
曾祖王鼎；祖父王玠；父王詁，母趙氏。具庆下。弟王稷，字惠叔，成化二十二年丙午舉人，官兴国州知州。